# Anomodon
Anomodon es un género extinto de terápsido dicinodonto que vivió en el período Pérmico en lo que ahora es África. Sus restos fósiles se han encontrado en la meseta del Karroo, Sudáfrica.